# Port Marina Port d'Aro
El Port Marina Port d'Aro és un port esportiu situat al municipi de Castell d'Aro, Platja d'Aro i s'Agaró (Baix Empordà), a l'extrem sud de la platja Gran d'Aro, separat del nucli urbà per la nova llera del riu Ridaura. Forma part d’una zona residencial construïda al voltant d’una ria llarga i estreta que es prolonga un quilòmetre terra endins, anomenada el Riuet. N'és el titular l'organisme de Ports de la Generalitat, i està gestionat pel Club Nàutic Port d'Aro. Malgrat la seva configuració, no és una marina, ja que els amarratges no estan vinculats als habitatges. Està distingit amb la Bandera Blava, que reconeix internacionalment la qualitat ambiental i serveis.

## Descripció
El dic exterior del port, de planta corba, fa 250 m de llargada i a la part interior inclou diverses palanques per amarrar embarcacions. La resta d'amarradors i serveis es troben al canal interior. A estribord del tram inicial d'aquest canal hi ha l’edifici del club nàutic i la caseta de vela lleugera. A babord s'ubiquen les instal·lacions del varador Port d’Aro. El port té una superfície de 37.460 m2, amb 20.410 m2 de mirall d’aigua, una àrea d'avarada de 2.147 m2 i disposa de grua i pòrtic elevador. La capacitat del port és de 545 amarradors, dels quals 81 són d'ús públic tarifat.

## Activitats
El Club Nàutic Port d'Aro organitza cursos i regates per a vela lleugera i creuers, així com concursos de pesca esportiva i competicions de motonàutica. En el port no hi ha gairebé oferta comercial ni de restauració.

## Història
El port es començà a construir el 1975. La sorra que se'n va extreure s'utilitzà per a regenerar la platja de Sant Feliu. El 1988 s'atorgà la concessió i el 1991 s'acabaren les obres. El 2003 el dic de recer va ser destruït pels temporals i es va reparar. Des del 2013 hi ha un projecte d'ampliar el port, doblant-ne la seva superfície, però veïns i entitats ecologistes hi estan en contra perquè significaria la desaparició de la pineda existent entre el port i el riu Ridaura.